# Fiskeridirektoratet
Fiskeridirektoratet var en styrelse under Ministeriet for Fødevarer, Landbrug og Fiskeri, der administrerede såvel erhvervs- som lystfiskeriområdet, udfører kontrol og udarbejder statistik. 
Direktoratet blev etableret i sin nuværende form i 1995 og bestod af et hovedkontor på Langelinie Allé i København, Fiskeriinspektorat Vest og Fiskeriinspektorat Øst samt Enheden for Risikovurdering og Kontrolkampagner. Direktoratet råder desuden over tre kontrolskibe.
I 2011 blev Fiskeridirektoratet en del af NaturErhvervstyrelsen. 
Styrelsens sidste direktør var Anders Munk Jensen.